# Mitragliere (destroyer)
Le Mitragliere  (fanion « MT ») était un destroyer italien de la classe Soldati lancé en 1941 pour la Marine royale italienne (en italien : Regia Marina).

## Conception et description
Les destroyers de la classe Soldati étaient des versions légèrement améliorées de la classe précédente Oriani. Ils avaient une longueur entre perpendiculaires de 101,6 mètres et une longueur hors tout de 106,7 mètres. Les navires avaient une largeur de 10,15 mètres et un tirant d'eau moyen de 3,15 mètres et de 4,3 mètres à pleine charge. Les Soldatis déplaçaient 1 830-1 850 tonnes métriques à charge normale, et 2 450-2 550 tonnes métriques à pleine charge. Leur effectif en temps de guerre était de 206 officiers et hommes de troupe.
Le Mitragliere  était propulsé par deux turbines à vapeur à engrenages Belluzzo/Parsons, chacune entraînant un arbre d'hélice à l'aide de la vapeur fournie par trois chaudières Yarrow. Conçus pour une puissance maximale de 48 000 chevaux-vapeur (36 000 kW) et une vitesse de 34-35 nœuds (63-65 km/h) en service, les navires de la classe Soldati ont atteint des vitesses de 39-40 nœuds (72-74 km/h) pendant leurs essais en mer alors qu'ils étaient légèrement chargés. Ils transportaient suffisamment de fuel pour avoir une autonomie de 2 340 milles nautiques (4 330 km) à une vitesse de 14 nœuds (26 km/h) et de 682 milles nautiques (1 263 km) à une vitesse de 34 nœuds (63 km/h).
La batterie principale du Mitragliere  était composée de quatre canons de 120 millimètres de calibre 50 dans deux tourelles jumelées, une à l'avant et une à l'arrière de la superstructure. Sur une plate-forme au milieu du navire se trouvait un canon à obus en étoile de 120 millimètres de 15 calibres. La défense antiaérienne des "Soldati" était assurée par huit canons Breda modèle 1935 de 20 millimètres. Les navires étaient équipés de six tubes lance-torpilles de 533 millimètres dans deux supports triples au milieu du navire. Bien qu'ils ne soient pas dotés d'un système de sonar pour la lutte anti-sous-marine, ils sont équipés d'une paire de lanceurs de grenades sous-marines. Les navires pouvaient transporter 48 mines.

## Construction et mise en service
Le Mitragliere  est construit par le chantier naval Cantiere navale fratelli Orlando (OTO), basé à Livourne en Italie, et mis sur cale le 7 octobre 1940. Il est lancé le 28 septembre 1941 et est achevé et mis en service le 1er février 1942. Il est commissionné le même jour dans la Regia Marina.

## Histoire du service
Une fois en service, le Mitragliere est affecté au XIIe escadron de destroyers.
Entre le 12 et le 16 juin 1942, il participe à la bataille de la mi-juin.
À partir du 2 juillet de la même année, il est déployé à Navarino avec les navires-jumeaux (sister ships) Bersagliere, Corazziere et Alpino et les croiseurs légers Garibaldi, Duca d’Aosta et Duca degli Abruzzi qui forment la VIIIe division de croiseurs, et y reste pendant quatre mois. Cette formation aurait dû intervenir au cas où les convois naviguant dans la zone centre-est de la Méditerranée seraient attaqués par des navires provenant des bases britanniques du Moyen-Orient, mais cela n'a jamais été nécessaire.
Il a effectué diverses missions sur les routes des convois.
Le 26 novembre 1942, il escorte les navires à moteur City of Naples et City of Tunis à Bizerte.
Le 10 décembre, il effectue une mission de transport de troupes de Trapani à Bizerte.
Le 9 août 1943, il appareille de La Spezia avec les destroyers Gioberti et Carabiniere, escortant la VIIIe e division (croiseurs légers Garibaldi et Duca d'Aosta) à destination de Gênes,,. À 18h24, la formation est repérée au large de Punta Mesco par le sous-marin britannique HMS Simoom (P225), qui lance quatre torpilles contre le Garibaldi. Ce dernier parvient à les éviter en manœuvrant, le Mitragliere fait de même, tandis que le Gioberti est touché et coule brisé en deux,,.

### Armistice et internement dans les îles Baléares
Au moment de la proclamation de l'armistice le 8 septembre (Armistice de Cassibile), le navire se trouvait à la base de La Spezia d'où, sous le commandement du Capitaine de vaisseau (Capitano di vascello) Giuseppe Marini, il appareille à 03h00 le matin du 9 septembre,,, avec le reste des unités présentes à la base, pour respecter les clauses concernant la flotte, qui prévoyaient le transfert immédiat des navires italiens vers des lieux qui seraient désignés par le commandant en chef allié, où les navires italiens resteraient en attendant de connaître leur sort.
La formation navale navigue avec destination l'île de la Maddalena, où tout est prêt pour l'amarrage des navires et où ils se trouvent le roi Vittorio Emanuele III et le gouvernement, avec les cuirassés Roma avec l'insigne de l'amiral Bergamini, Vittorio Veneto et Italia qui constituent la IXe Division, avec les croiseurs Montecuccoli, Eugenio di Savoia et Attilio Regolo, qui constituent alors la VIIe Division, les destroyers Fuciliere, Carabiniere et Velite qui, avec le Mitragliere, constituent le XIIe escadron, les destroyers Legionario, Oriani, Artigliere et Grecale du XIVe escadron et une escadrille de torpilleurs formée par Pegaso, Orsa, Orione, Ardimentoso et Impetuoso, navire insigne de l'escadrille. Le croiseur Attilio Regolo servait également de navire de commandement pour le groupe de destroyers, avec le capitaine de vaisseau (capitano di vascello) Franco Garofalo comme enseigne, qui, cependant, en raison d'un retard dans la préparation du Regolo est autorisé par Bergamini à embarquer sur le Italia.
La formation, environ trois heures après le départ, rejoint le groupe naval venant de Gênes, formé par les unités de la VIIIe division, composée par le Garibaldi, Duca d'Aosta et Duca degli Abruzzi, navire amiral de l'amiral Luigi Biancheri, précédé par le torpilleur Libra, commandé par le capitaine de corvette (capitano di corvetta) Nicola Riccardi. Après la réunification des deux formations navales, afin d'obtenir une homogénéité dans les caractéristiques des croiseurs, le Duca d'Aosta passe de la VIIIe à la VIIe division, en remplaçant le 'Attilio Regolo qui passe dans les dépendances de la VIIIe division.
La formation navale, après être passée entre Imperia et Cap Corse, se dirige vers le sud, en restant à moins de vingt kilomètres de la côte occidentale de la Corse, puis les unités se dirigent vers l'est en direction des bouches de Bonifacio. Pendant la navigation, il y a trois alarmes aériennes, pendant lesquelles les navires se mettent à zigzaguer. À l'embouchure des bouches de Bonifacio, au Capo Testa, l'escadre est disposée en ligne, avec les six torpilleurs en tête, puis les six croiseurs suivis des trois cuirassés et enfin les huit destroyers.
Bien que l'amiral Bergamini ait demandé une escorte aérienne, presque toutes les escadrilles de chasse de Sardaigne et de Corse sont en route pour Rome, et seulement quatre Macchi M.C.202 décollent de Vena Fiorita, un aérodrome militaire maintenant désaffecté près d'Olbia, pour l'escorte, mais comme il n'est pas indiqué que la flotte navigue à l'ouest et non à l'est de la Corse, ils la recherchent en vain pendant plus d'une heure. Entre 14h30 et 14h45, alors que la flotte est sur le point d'atteindre le point le plus étroit des bouches de Bonifacio, l'amiral Bergamini reçoit un message de Supermarina indiquant que La Maddalena avait été occupée par les Allemands et il reçoit l'ordre de changer de cap et de se diriger vers Bona en Algérie. Bergamini ordonne un virage immédiat de 180 degrés, et après que la manœuvre est exécutée à grande vitesse, l'ordre de la ligne était exactement opposé à l'ordre précédent, avec les destroyers en tête et les torpilleurs à l'arrière.
Au cours de la journée, les avions allemands ont exécuté sans succès une attaque en piqué sur la formation italienne, et un éclaireur Junkers Ju 88 a déjà repéré la flotte vers 10h50 et signalé qu'elle se dirigeait vers l'Asinara.
À 15h15 du 9 septembre, cependant, la formation est attaquée par des bombardiers allemands Dornier Do 217. Le cuirassé Italia est d'abord légèrement endommagé par une bombe tombée près de la coque, puis, à 15h42, le cuirassé Roma est atteint par une bombe planante Fx 1400 Fritz X qui, perçant tous les ponts, éclate sous la quille provoquant de sérieux dommages parmi lesquels un trou dans la coque, des dommages aux artilleries anti-aériennes et une salle des machines hors d'usage (avec réduction de la vitesse à 16 nœuds. Dix minutes plus tard le même navire est touché par une seconde bombe au niveau d'un dépôt de munitions. Dévasté par une déflagration colossale, le Roma chavire et coule, se brisant en deux, en 19 minutes, emportant 1 393 hommes avec lui. Sans attendre les ordres, le Mitragliereet le Carabiniere font immédiatement marche arrière pour récupérer les survivants, suivis par le Regolo et le Fuciliere. À ces unités s'ajoutent les torpilleurs Pegaso, Orsa et Impetuoso. Pour sauver les survivants, tous les ordres sont donnés quelques minutes avant le naufrage du cuirassé Roma et à 16h07 deux groupes navals sont détachés pour le sauvetage : l'un était composé du croiseur Attilio Regolo et de trois unités de la XIIe escadron de destroyers: Mitragliere, Carabiniere et Fuciliere; l'autre comprenait trois torpilleurs: Pegaso, Impetuoso et Orsa. Le premier groupe est placé sous les ordres du capitaine Giuseppe Marini, tandis que l'escadron de torpilleurs est commandé par le capitaine de frégate (Capitano di fregata) Riccardo Imperiali di Francavilla, commandant du Pegaso. 1 352 marins du Roma perdent la vie. Les naufragés, récupérés par les unités navales envoyées à leur secours, sont au nombre de 622, dont 503 sont sauvés par les trois destroyers, 17 par le Attilio Regolo et 102 par les trois torpilleurs Orsa, Pegaso et Impetuoso.
Le commandement de la flotte, après le naufrage du cuirassé Roma, est assuré par l'amiral Romeo Oliva, le plus ancien des amiraux en activité et commandant de la VIIe division avec les insignes de Eugenio di Savoia,, et alors que les sept navires s'arrêtent pour récupérer les morts et les blessés du navire amiral, le reste de l'escadron continue à naviguer vers Bona, où l'attendent des navires anglais qui escortent les unités italiennes vers Malte, destination choisie par les Alliés, où la formation aurait rejoint le groupe venant de Tarente dirigé par l'amiral Da Zara..
La récupération des naufragés se termine peu avant 18h00. Giuseppe Marini, commandant du Mitragliere, chef d'escadron du XIIe escadron, considérant les nombreux blessés graves à bord, ayant perdu le contact avec la formation commandée par l'amiral Oliva, qui ne répond pas à ses messages, demande au Regolo commandant le groupe de destroyers de l'escadron, pour obtenir l'autorisation de se diriger à grande vitesse vers Livourne, mais il est informé par le commandant du Regolo, le capitaine de frégate Marco Notarbartolo di Sciara, que le commandant du groupe de destroyers de l'escadron Le capitaine Franco Garofalo, n'était pas à bord car il avait été autorisé par Bergamini à embarquer sur le cuirassé Italia, en raison d'un petit retard dans la préparation du Regolo, mais son insigne restait sur le Regolo et à ce moment-là, le commandant en mer le plus haut gradé du groupe de sept navires, était Marini lui-même, qui se retrouve soudainement à devoir prendre des décisions, manquant des informations utiles à cet effet.
Le groupe se trouve dans l'impossibilité d'entrer en contact avec la formation commandée par l'amiral Oliva et avec Supermarina, sans recevoir de réponses aux messages. En outre, l'interception de certains messages de Supermarina montre l'impossibilité de retourner dans les ports italiens pour débarquer les blessés qui ont besoin de soins hospitaliers urgents. Il est donc nécessaire de rejoindre les côtes neutres les plus proches pour débarquer les blessés qui ne peuvent pas être soignés à bord en raison de la gravité de leur état. De plus, les navires ont maintenant une autonomie réduite en raison de la réduction des stocks de naphte.
Marini donne aux torpilleurs la liberté de manœuvrer sous le commandement du capitaine de frégate Riccardo Imperiali, commandant du Pegaso, qui prend le commandement du reste de la formation composée du Regolo et des trois destroyers. Marini décide de diriger sa formation vers les îles Baléares, considérant que l'Espagne est neutre, espérant qu'elle permettra le débarquement des blessés et fournira le ravitaillement nécessaire en carburant et en eau potable, sans procéder à l'internement des navires. Les Baléares ont également l'avantage d'être situées au centre par rapport à d'éventuels mouvements ultérieurs vers l'Italie, Toulon ou l'Afrique du Nord.
Les trois torpilleurs commandés par le capitaine de frégate Imperiali qui se trouvent sur la route sont attaqués à plusieurs reprises par des avions allemands et, ayant perdu tout contact avec les autres navires, ce groupe a lui aussi décidé de se diriger de manière autonome vers les Baléares, arrivant dans la matinée du 10 septembre dans la baie de Pollensa, sur l'île de Majorque.
Le 10 septembre, à 7h10, Marini envoie un message à la VIIe division de croiseurs dans lequel il l'informe qu'il se dirige vers Mahon, sur l'île de Minorque, où les autres unités arrivent à 8h30 en débarquant les survivants du Roma.
Le 11 septembre, le Mitragliere, le Fuciliere, le Carabiniere et le Regolo sont internés dans la rade de Port Mahon, où ils restent jusqu'au 21 janvier 1945, date à laquelle ils peuvent retourner en Italie.
Le Orsa connaît le même sort, tandis que le Pegaso et le Impetuoso préfèrent se saborder,.

### Commandement
Commandants
- Capitaine de frégate (Capitano di fregata) Silvio Garino (né au Cairo Montenotte le 14 juillet 1901) (4 décembre 1941 - septembre 1942)
- Capitaine de vaisseau (Capitano di vascello) Giuseppe Marini (né à Trapani le 28 avril 1899) (septembre 1942 - octobre 1945)

### Cession à la France
À la fin de la guerre, le traité de paix prévoit la cession du Mitragliere  à la France en compensation des dommages de guerre..
Le 15 juillet 1948, le Canonnier est cédé avec les initiales M 2, à la Marine Nationale où il est rebaptisé Jurien de la Gravière.
Radié en 1956, il est envoyé à la casse.